# Joseph Blenkinsopp
Joseph Blenkinsopp, né le 3 avril 1927 à Durham (Royaume-Uni) et mort le 22 mars 2022 à South Bend (Indiana),, universitaire théologien et chercheur sur les livres de l'Ancien Testament, est professeur émérite au département de théologie de l'université Notre-Dame-du-Lac. Ses recherches portent sur les prophètes de l'Ancien testament et sur le Pentateuque.

## Biographie
Blenkinsopp a étudié l'histoire à l'université de Londres. Il a ensuite obtenu une licence en Écriture Sacrée de l'institut biblique pontifical en 1958 puis son doctorat en Bible hébraïque et en Langues sémitiques à Oxford en 1967. Blenkinsopp enseigna à Heythrop College (université de Londres) (1966), à l'université Vanderbilt (1968), au Chicago Theological Seminary (1968-69) et au Hartford Seminary (Connecticut, USA) (1969-70) avant d'arriver à l'université Notre-Dame-du-Lac en 1970. Il a été recteur à Tantur Ecumenical Institute for Theological Studies à Bethléem à partir de 1978 puis professeur invité de l'Institut biblique pontifical en 1997-98. Blenkinsopp a aussi été employé en tant que président de la Catholic Biblical Association of America (1988-1989) puis comme président de la Society for the Study of the Old Testament (1999-2000). Il a été aussi récipiendaire du National Endowment for the Humanities.

## Travaux
Blenkinsopp a publié un certain nombre de commentaires et des introductions sur les livres de l'Ancien Testament et en particulier sur les livres des Prophètes, du Pentateuque et ceux d'Esdras et Néhémie.

## Publications (extrait)
- Isaiah 1-39 : A New Translation with Introduction and Commentary, 2000 (Anchor Bible; New York)
- Isaiah 40-55. A New Translation with Introduction and Commentary, 2002 (Anchor Bible; New York)
- Isaiah 56-66. A New Translation with Introduction and Commentary, 2000 (Anchor Bible; New York)
- The Pentateuch: An Introduction to the First Five Books of the Bible, 2000 (Anchor Bible Reference Library; New York)
- Ezra-Nehemiah : A Commentary, 1988 (Old Testament Library; Louisville, Ky.)
- A History of Prophecy in Israel, 1996 (Louisville, Ky.)
- Creation, Un-creation, Re-creation: A Discursive Commentary on Genesis 1-11, 2011

## Source
- (en) Cet article est partiellement ou en totalité issu de l’article de Wikipédia en anglais intitulé « Joseph Blenkinsopp » (voir la liste des auteurs).